# Xabier Fortes López
Xabier Fortes López (Pontevedra, 1966) és un periodista espanyol que dirigeix Los desayunos de TVE des de setembre de 2018.

## Trajectòria
És llicenciat en ciències de la Informació per la Universitat Complutense de Madrid. El 1988 va realitzar els seus primers treballs periodístics a Radio Nacional de España, a Vigo. El 1990 es va incorporar a Televisió Espanyola a Galícia, primer a la delegació de Pontevedra i des de 1998 a la delegació de Santiago de Compostel·la, on va començar a treballar com a editor i presentador d'informatius territorials. Fortes va presentar i va dirigir tots els debats, espais d'entrevistes i programes especials relacionats amb les diferents convocatòries electorals gallegues. El 2007 va ser nomenat director del Centre Territorial de Televisió Espanyola a Galícia.
En 2011 va ser nomenat director i presentador de La noche en 24 horas, l'informatiu nocturn del canal 24 horas. El 4 d'agost de 2012, va anunciar a través del seu compte de Twitter que no continuaria amb el programa, el mateix dia de la destitució d'Ana Pastor com a presentadora del programa Los desayunos de TVE.
El gener de 2013 va ser designat per a formar part del Consell d'Informatius de TVE.
Fortes ha dirigit tambe dotze documentals de temàtica variada, alguns de caràcter esportiu (Os anos do Hai que Roelo) i uns altres de tall social i divulgatiu, com per exemple la sèrie de quatre episodis As Illas do Sur (una expedició científico-històrica per les illes de les rías Baixas). El seu últim documental fins al moment, Galicia no espello do tempo, és un repàs a les últimes quatre dècades de la història de Galícia.
Des de setembre de 2018 dirigeix i presenta Los desayunos de TVE, en substitució de Sergio Martín que va ser, precisament, qui el va substituir al cpdavant de La noche en 24 horas el 2012.
El juliol de 2023 va presentar i moderar el debat a RTVE en el marc de les eleccions generals espanyoles de 2023.

## Vida personal
És fill de l'escriptor i militar Xosé Fortes Bouzán i germà de l'escriptora Susana Fortes i l'escriptor Alberto Fortes. Està casat amb Mª Carmen Iglesias Francisco i és pare de tres fills.